# Rzesznikowo
Rzesznikowo (deutsch Reselkow) ist ein Dorf in der Woiwodschaft Westpommern in Polen. Es liegt im Gebiet der Gmina Rymań (Landgemeinde Roman) und gehört mit dieser zum Powiat Kołobrzeski (Kolberger Kreis).

## Geographische Lage
Das Dorf liegt in Hinterpommern, etwa 85 Kilometer nordöstlich von Stettin und etwa 25 Kilometer südlich von Kołobrzeg (Kolberg). 
Westlich und nördlich des Dorfes verläuft die polnische Landesstraße 6, deren Verlauf hier der ehemaligen deutschen Reichsstraße 2 entspricht. Die nächsten Nachbarorte sind etwa 500 Meter westlich an der Landesstraße das Dorf Czartkowo (Brückenkrug) und über 3 Kilometer nordöstlich an der Landesstraße das Dorf Rymań (Roman)
Südlich des Dorfes fließt von Ost nach West der Winkelbach, der westlich des Dorfes in die Mołstowa (Molstow) mündet. 

## Geschichte

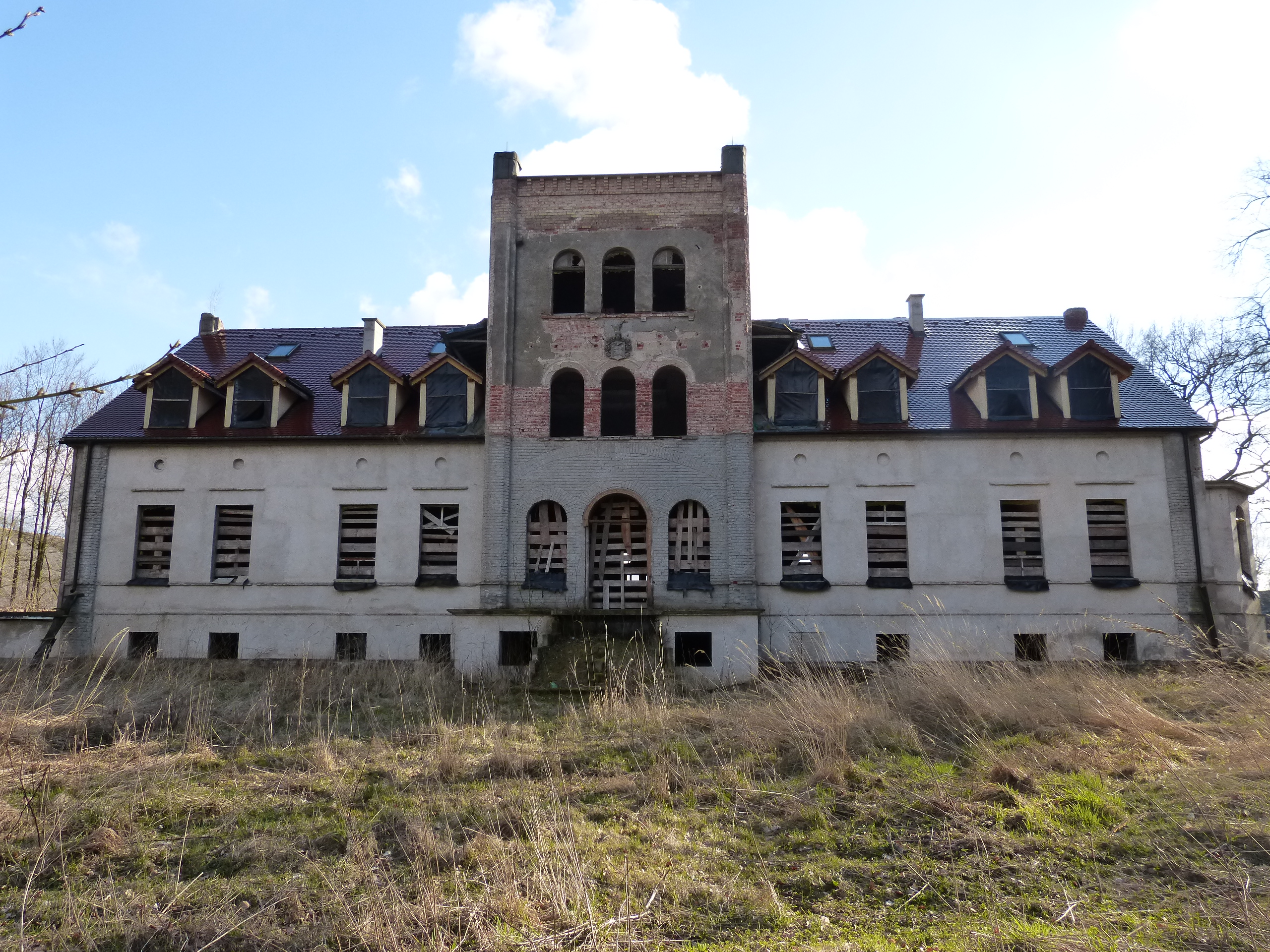
Ehemaliges Gutshaus in Reselkow (2015)

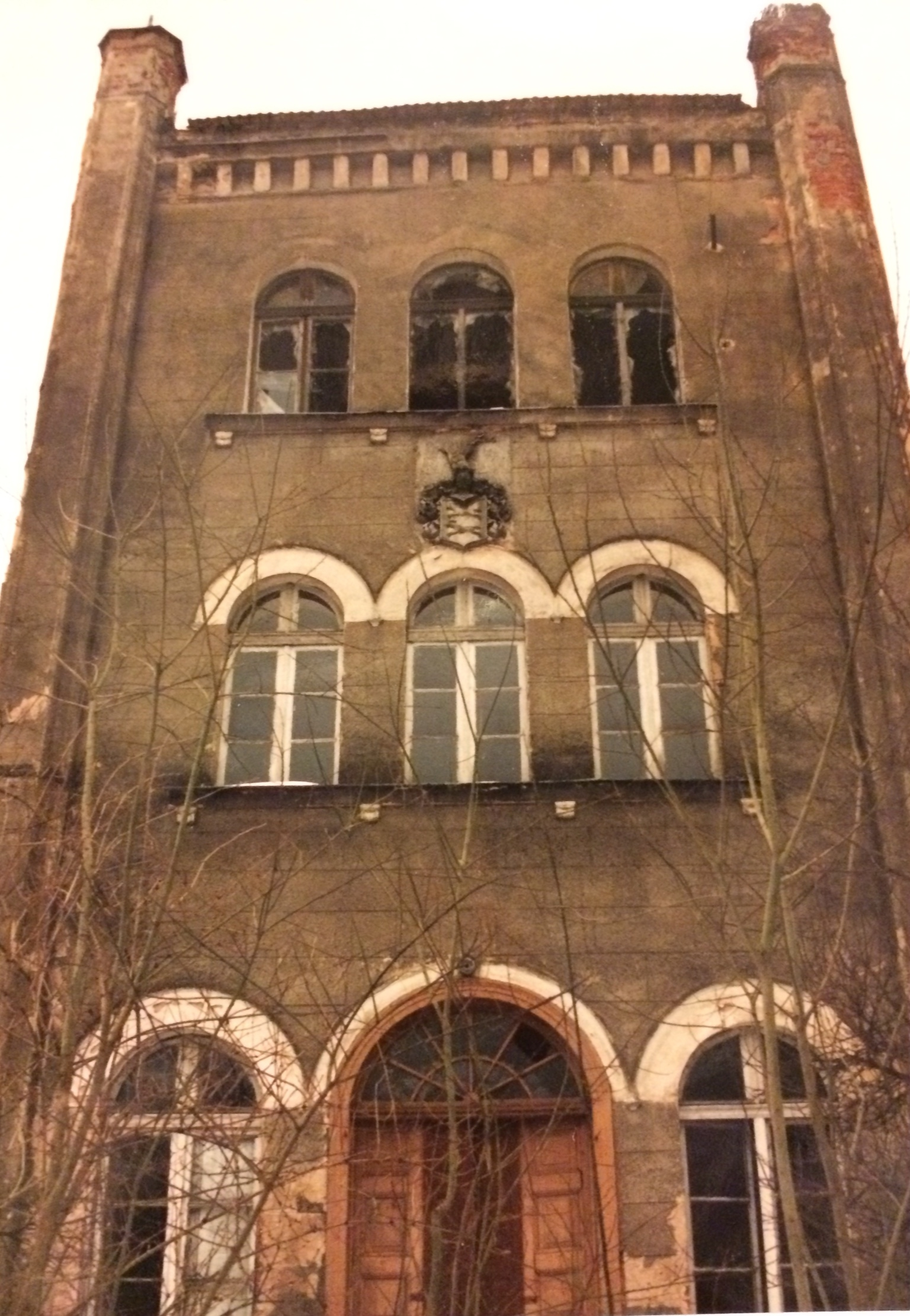
Rückansicht mit Wappen der Familie v. Borcke

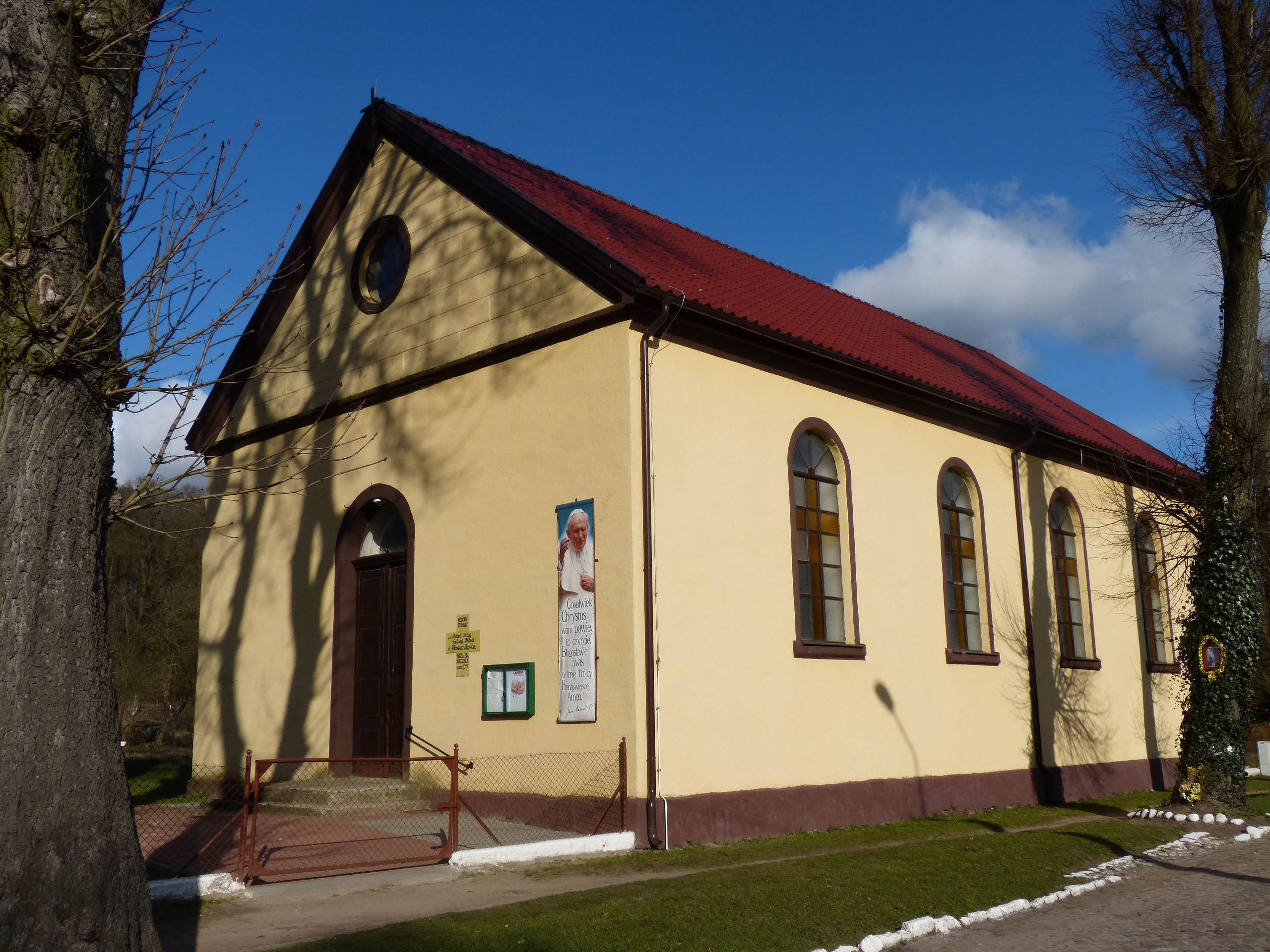
Kirche in Rzesznikowo (Reselkow), Westportal

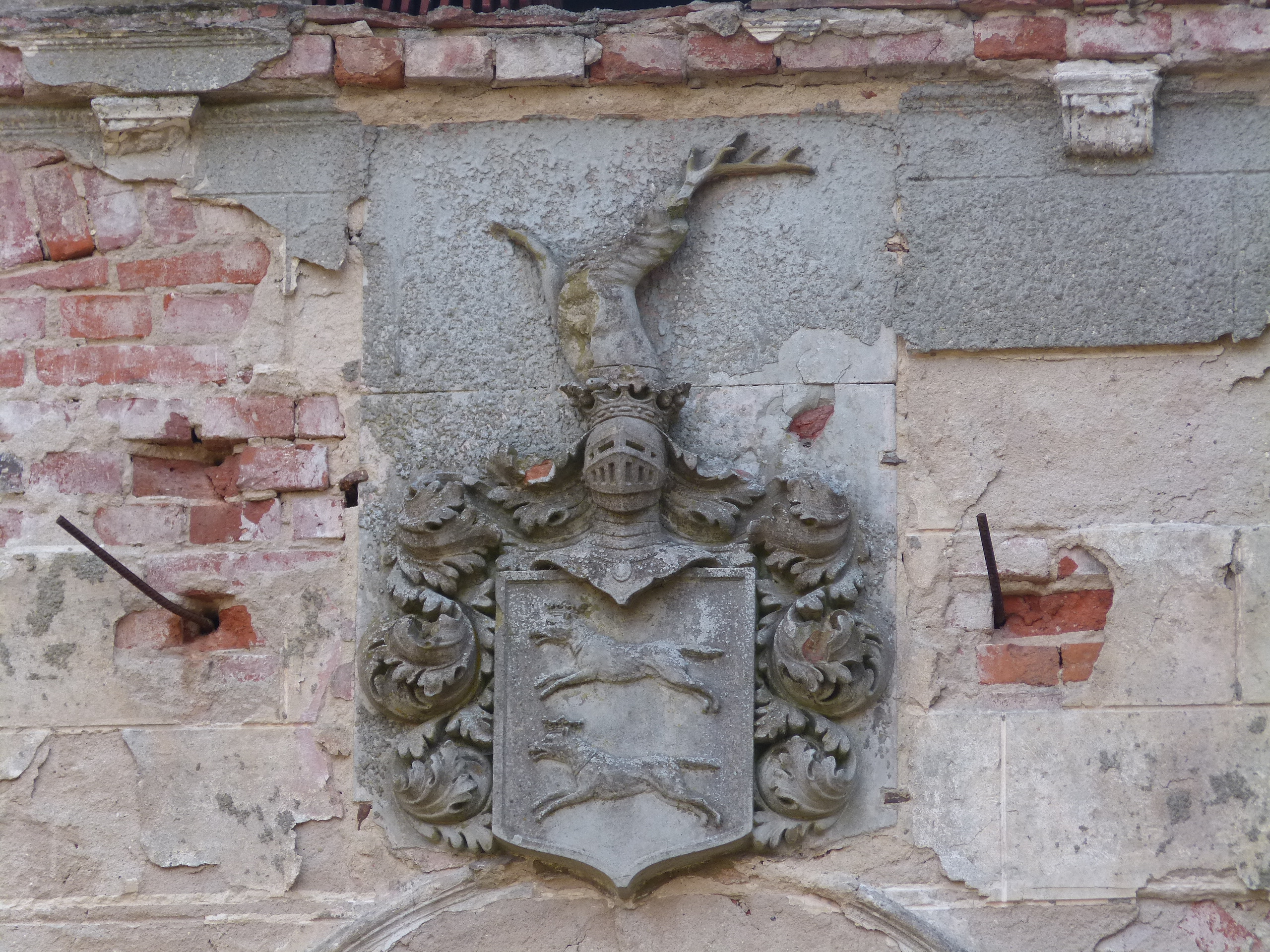
Detail: Wappen v. Borcke am ehem. Gutshaus

In der Heimatforschung wurde gelegentlich ein Zusammenhang zwischen einem See Reszko, der erstmals in einer Urkunde des pommerschen Herzogs Wartislaw III. von 1227 genannt wird, und dem späteren Dorf Reselkow angenommen. Doch ist es nach dem Bearbeiter des Pommerschen Urkundenbuches nicht näher bestimmbar, welcher See in der Urkunde gemeint ist.
Die erste Nennung des Dorfes stammt aus dem Jahre 1269, als der pommersche Herzog Barnim I. dem Kloster Belbuck seinen Besitz bestätigte, zu dem auch die Heide Ryman mit einigen namentlich genannten Dörfern gehörte, darunter das Dorf Resniko. Diese Heidelandschaft Riman („desertum, quod vocatur Riman“) hatte Herzog Wartislaw III. im Jahre 1240 dem neugegründeten Kloster Marienbusch geschenkt. In der Zwischenzeit muss also das Dorf gegründet und der Besitz vom Kloster Marienbusch an das Kloster Belbuck übergegangen sein.  
Die nächste Nennung des Dorfes stammt aus dem Jahre 1310. Damals wurde in Kienow eine Pfarrkirche eingerichtet und hierbei ordnete der Bischof von Cammin, Heinrich von Wacholz, unter anderem die Kapelle in Reselkow dem neuen Pfarrsprengel zu.
Ab der frühen Neuzeit erschien Reselkow als Lehensbesitz zweier adliger Familien: 
Der größere Teil von Reselkow war Lehensbesitz der adligen Familie von der Osten, wobei er wiederum in kleinere Anteile zerfiel. Unter den Besitzern waren der Landrat Carl von der Osten († 1724) und sein Sohn, der Landrat Christoph Friedrich von der Osten († 1777). Dieser Teil von Reselkow gehörte mit der Bildung von Kreisen in Pommern im 17. Jahrhundert zum Ostenschen Kreis. 
Der kleinere Teil von Reselkow war Lehensbesitz der adligen Familie Manteuffel. Dieser Teil von Reselkow gehörte mit der Bildung von Kreisen in Pommern im 17. Jahrhundert zum Kreis Greifenberg. 
Dem Reselkower Pastor Johann Simon Müller, der ein im Verhältnis zu den übrigen Pastoren wohlhabender Mann gewesen sein muss, gelang es in der Mitte des 18. Jahrhunderts, alle Anteile von Reselkow aufzukaufen und in seiner Hand zu vereinigen. Er legte für den Gutsbetrieb östlich von Reselkow das Vorwerk Hohenfier und südöstlich von Reselkow das Vorwerk Immenhof an (Immenhof wurde nach 1864 aufgegeben und liegt heute wüst). Im Jahre 1779, noch zu seinen Lebzeiten, trat er das gesamte Gut an seinen Sohn ab, der als preußischer Offizier diente und als Carl Daniel von Müller geadelt wurde. Später ging das Gut Reselkow durch wechselnde Hände. Unter den Besitzern war ab 1837 ein Angehöriger der adligen Familie Borcke, der Hauptmann Werner von Borcke. Zu Beginn des 19. Jahrhunderts wurde nördlich von Reselkow das Vorwerk Karlshagen angelegt. 
Im Jahre 1818 wurde Reselkow insgesamt in den Kreis Fürstenthum umgegliedert. Bei der Auflösung des Kreises Fürstenthum im Jahre 1871 kam Reselkow zum Kreis Colberg-Cörlin.  
Seit 1895 lag Reselkow an der Kleinbahnstrecke Regenwalde – Mühlenbruch – Roman der Kolberger Kleinbahn. Der Bahnhof Reselkow lag am Nordrand des Dorfes, nahe der Straße in Richtung Roman.
Seit Mitte des 19. Jahrhunderts bestanden in Reselkow die Landgemeinde Reselkow und der Gutsbezirk Reselkow nebeneinander. Anfangs war der Gutsbezirk bedeutender, so zählte im Jahre 1867 der Gutsbezirk 331 Einwohner und die Landgemeinde nur 28 Einwohner. In der Mitte des 19. Jahrhunderts wurden nordwestlich des Dorfes Bauernhöfe (sogenannte Abbauten) angelegt, die den Namen Neu Reselkow erhielten. Das Rittergut wurde ab 1896 durch seinen damaligen Eigentümer überwiegend aufgesiedelt. Die neuen Siedlerstellen wurden zur Landgemeinde gelegt, so dass im Jahre 1905 der verkleinerte Gutsbezirk nur noch 121 Einwohner zählte, die Landgemeinde aber 497 Einwohner. Das Vorwerk Hohenfier wurde separat verkauft und bildete anschließend, ab dem Jahre 1900, einen eigenen Gutsbezirk. Der Reselkow benachbarte, kleine Gutsbezirk Jäglin wurde hingegen im Jahre 1906 in die Gemeinde Reselkow eingemeindet. 
Mit der Auflösung der Gutsbezirke in Preußen im Jahre 1928 wurden der Gutsbezirk Reselkow, der Gutsbezirk Hohenfier, der Gutsbezirk Mühlenbruch und der Forstgutsbezirk Sophienwalde mit den darin liegenden Wohnplätzen in die Gemeinde Reselkow eingemeindet. Die Gemeinde Reselkow wurde damit zur flächenmäßig größten Landgemeinde im Kreis Kolberg-Körlin. Zu der Gemeinde Reselkow gehörten damit neben Reselkow selbst 13 Wohnplätze: Ausbau Brandmoor, Ausbau Brückenkrug, Ausbau Eichhof, Ausbau Pinnow, Brückenkrug, Forsthaus am Steudnitzsee, Forsthaus Seebeck, Hohenfier, Jäglin, Karlshagen, Mühlenbruch, Neu Reselkow und Sophienwalde. Die Gemeinde umfasste eine Fläche von 3987 Hektar und zählte (Stand 1933) 888 Einwohner. 
Nach dem Zweiten Weltkrieg kam Reselkow, wie ganz Hinterpommern, an Polen. Es erhielt den polnischen Ortsnamen Rzesznikowo. Die Bevölkerung wurde vertrieben und durch polnische Bürger ersetzt. 
In dem Dorf leben heute (Stand 2013) 234 Einwohner. Rzesznikowo bildet heute ein Schulzenamt in der Gmina Rymań, zu dem noch sechs weitere Wohnplätze gehören.

## Söhne und Töchter des Ortes
- Walter Nörenberg (* 1929), deutscher Landwirt, Agraringenieurökonom und ehemaliger Politiker (LDPD)